# 이토미촌 (이바라키현)
이토미촌(飯富村)은 이바라키현 히가시이바라키군에 일찍이 존재했던 촌이다.

## 지리
- 현재의 미토시 북부에 해당한다.

## 역사
- 1889년 4월 1일 - 정촌제 시행에 의해 히가시이바라키군 이토미촌이 성립하였다.
- 1955년 4월 1일 - 야마네촌의 일부가 합병해, 새로운 이토미촌이 성립하였다.
- 1957년 6월 1일 - 나카군 구니타촌과 함께 미토시에 편입해 소멸하였다.

## 인구
| 1891년 | 2,369 |
| 1920년 | 2,612 |
| 1935년 | 2,859 |
| 1950년 | 3,601 |

## 교통

### 철도
- 이바라키 교통
  - 이바라키선 (1968년 6월 18일에 폐지)

## 참고문헌
- 角川日本地名大辞典編纂委員会『角川日本地名大辞典 8 茨城県』、角川書店、1983年 ISBN 4-04-001080-9